# Hibbertia novo-guineensis
Hibbertia novo-guineensis är en tvåhjärtbladig växtart som beskrevs av L. S. Gibbs. Hibbertia novo-guineensis ingår i släktet Hibbertia och familjen Dilleniaceae. Inga underarter finns listade i Catalogue of Life.